# 植村竜郎
植村 竜郎（うえむら たつろう、本名：朝鮮語: 이용식、イ・ヨンシク、李龍植、1908年6月11日 - 没年不明）は、大韓帝国出身の元男子プロボクサー。咸鏡南道元山府生まれ。主に日本において活躍し、朝鮮人ながら爆発的な人気を獲得した。

## 経歴
13歳の時故郷を捨て、朝鮮の元山港からアメリカ合衆国に密航するつもりでスタンダード・オイルのタンカーに密航したが航海中に発見され中華民国の上海市で強制退船させられた。
上海ではあらゆる雑用職をこなしながら、香港の宝石学院に3年通学した。また、1928年にはリングネーム「ヤング・アンビション」としてプロデビューしている。上海では拳を振り回すフォームが三国志の関羽と同一視され、「青龍刀」というニックネームで呼ばれた。この当時のボクシングスタイルはがむしゃらに拳を振り回すタイプのスイング一辺倒なスタイルで、基礎経験は全くなかったものと見られている。
三・一運動に触発され広東省の海軍兵士学校へ入学し、20歳で兵士として前線に出るなどしていた。しかし21歳のとき、朝鮮独立運動に加担した容疑で指名手配を受け大連へ逃れ、中華民国を脱して満州国を転々としていた。
上海で面識のあった荻野貞行を頼って1930年10月頃来日し、東京府の帝拳ボクシングジムに入門しボクシングの本格的な指導を受けた後、1931年1月に日本のリングに上った。しかし日本デビュー戦は6ラウンド判定負けだった。
日本デビュー戦の2か月後の戦いではノックアウト (KO)勝利を記録、以後約一年間の間に10連続KO勝利を得た。戦前日本の最強選手と呼ばれた中村金雄との間で演じられた4度にわたる死闘（2勝2敗）はファンを大いに沸かせた。
1933年に現役引退、ソウルで「オリンピックボクシング会」を創立し後輩育成に努めた。しかし、その後中華民国の北京に赴いた後、消息不明となった。